# Monotropa
- Commons
- Wikispecies

Monotropa L. é um género botânico pertencente à família Ericaceae.

## Sinonímia
- Hypopitys Hill

## Espécies
| - Monotropa abietina - Monotropa australis - Monotropa brittonii - Monotropa californica - Monotropa chinensis | - Monotropa coccinea - Monotropa epirrhizium - Monotropa fimbriata - Monotropa hypopitys - Monotropa uniflora |

- Lista completa

## Classificação do gênero
| Sistema | Classificação                     | Referência               |
| ------- | --------------------------------- | ------------------------ |
| Linné   | Classe Decandria, ordem Monogynia | Species plantarum (1753) |